# Mihaela Dorlan
Mihaela Irina Dorlan (Bacău, 27 febbraio 1997) è un'attrice rumena naturalizzata italiana.

## Biografia
Si è trasferita in Italia quando era molto piccola e ha cominciato a recitare da adolescente. Mihaela ha terminato gli studi linguistici mentre lavorava tra un set e l’altro, anche se si è dovuta trasferire in una scuola privata dopo aver ottenuto il suo primo lavoro come attrice; sa bene l'inglese, lo spagnolo e il rumeno. La ragazza ha studiato nella YD Actors a Roma con Yvonne D’Abbraccio.
Nel 2014 interpreta Irene, personaggio del regular cast nella sesta e ultima stagione de I Cesaroni, mentre l'anno dopo ha un ruolo di un solo episodio nelle serie Non uccidere e in un episodio della terza stagione di Un passo dal cielo. Nel 2016 entra a far parte della decima ed ultima stagione di Un medico in famiglia interpretando Agnese, la figlia del dottor Oscar Nobili, oltre a partecipare anche a Matrimoni e altre follie ed Immaturi - La serie. Il suo unico lavoro per il grande schermo è quello nel film del 2016 Nemiche per la pelle. Successivamente, continua a lavorare solamente nelle fiction TV, con ruoli minori. Fino al 2020 veniva accreditata con il doppio nome Mihaela Irina Dorlan.

## Filmografia

### Cinema
- Nemiche per la pelle (2016)

### Televisione
- I Cesaroni 6 (2014)
- Non uccidere, 1 episodio (2015)
- Un passo dal cielo 3, 1 episodio (2015)
- Un medico in famiglia 10 (2016)
- Matrimoni e altre follie (2016)
- Immaturi - La serie (2018)
- Bella da morire, regia di Andrea Molaioli – serie TV, 2 episodi (2020)
- Curon, regia di Fabio Mollo e Lyda Patitucci – serie Netflix, 3 episodi (2020)
- Fino all'ultimo battito, regia di Cinzia TH Torrini – serie TV (2021)
- Ai confini del male, regia di Vincenzo Alfieri – film TV (2021)
- Don Matteo 13 – serie TV (2022)